# Simfonia núm. 1 (Kantxeli)
La Simfonia núm. 1 va ser composta per Guia Kantxeli l’any 1967 i estrenada el 12 de maig de 1968 a Tbilisi, per l'Orquestra Simfònica de l'Estat de Geòrgia, dirigida per Djànsug Kakhidze, un col·laborador essencial en l’obra de Kantxeli. És l’única del seu cicle simfònic estructurada en dos moviments, tot i que interpretats sense interrupció. Té una durada d'uns 26 minuts. Una nova versió revisada, amb l'escurçament del segon moviment, es va interpretar l'any 1992.

## Música
La Primera Simfonia de Kantxeli, tot i ser una obra de postgrau, ja mostra els primers signes del seu estil místic. És l’única de les seves simfonies estructurada en dues parts, tot i que, com la resta del cicle, s’interpreta sense pausa.
El primer moviment combina força rítmica i contrastos dinàmics amb una coda tranquil·la. El segon, més extens i intens, desenvolupa un tema meditatiu interromput per esclats violents i repics de campanes, culminant en un final apocalíptic i marcat per una tensió constant.
Presenta una dissonància més marcada que les seves creacions posteriors, però, en el context del seu temps, no deixa de ser una obra relativament convencional. S'allunya de les tendències avantguardistes del moment i revela una clara influència de Xostakóvitx, especialment en l’ús intens dels metalls dissonants i en les atmosferes espectrals generades per les cordes, de vegades grotescos. També s'hi percep l'empremta del passatge final de la Simfonia dels salms de Stravinski.
Kancheli reconeixia que era ben conscient que una simfonia, per tradició, constava de quatre moviments. Malgrat això, va optar deliberadament per concebre la seva com una estructura única i fluïda, sabent que hi havia d’incorporar un allegro en forma de sonata, una reexposició, un punt culminant, un moment de pausa i, finalment, una conclusió serena. Malgrat la seva forma aparentment tradicional, l’obra ja mostra trets distintius de Kantxeli, com l’alternança d’extrems i la juxtaposició de blocs com a base estructural. Tot i no seguir un desenvolupament temàtic clàssic, hi ha tensió i clímax, i les connexions entre blocs, sovint temàtiques, es fan evidents progressivament.

## Instrumentació
La simfonia està escrita per a 3 flautes, 3 oboès, 3 clarinets, 2 fagots, 4 trompes, 4 trompetes, 3 trombons, 1 tuba, 6 percussionistes (timbales, caixa, bombo, plats, campanes tubulars, xilòfon), celesta, piano i cordes.